# Parélii (dème)
Le dème de Parélii, en grec moderne : Δήμος Παρελίων / Dímos Parelíon, est un ancien dème du district régional de Corfou, en Grèce. Depuis 2010, il est fusionné au sein du dème de Corfou-Centre et des îles Diapontiques.
Selon le recensement de 2011, la population du dème compte 6 403 habitants.